# Olle Westberg i Ljusdal
Olof (Olle) Ragnar Westberg (i riksdagen från 1969 kallad Westberg i Ljusdal), född 3 oktober 1911 i Njutångers församling, Gävleborgs län, död där 14 december 1998, var en svensk rektor och riksdagsman (folkpartist).
Olle Westberg, som var son till en fiskare, var folkskollärare i Enånger 1935–1947 och senare rektor i Ljusdal 1951–1970. Han var också ordförande i Ljusdals missionsförening 1952–1962 och ordförande i Ljusdals nykterhetsförbund.
Han var riksdagsledamot för Gävleborgs läns valkrets 1961–1976, fram till 1970 i andra kammaren. I riksdagen var han bland annat suppleant i konstitutionsutskottet 1962–1966 och i statsutskottet 1967–1970. Han var engagerad i bland annat utbildningsfrågor och socialpolitik, och verkade exempelvis för att uppmärksamma mellanölskonsumtionens inverkan på antalet våldsbrott.
Hans barnbarn med samma namn, Olle Westberg, har även varit politiskt aktiv i alla år, bland annat som vice förbundsordförande i FPU, landstings- och kommunalpolitiker och är nu rektor för Botkyrka folkhögskola.